# Хорреи
Хорреи (др.-евр. חרי‬; др.-греч. Χορραιοι; также хори, хориты) — древний библейский народ, живший в горной стране Сеир, к югу от Мёртвого моря (Быт. 14:6). Управлялись старейшинами Быт. 36:20—30). К приходу евреев представляли собой реликт, частично ассимилированный идумеями (потомками Исава) (Втор. 2:12). Иногда хорреев отождествляют с хурритами.